# The Merchant of Venice (film 1912)
The Merchant of Venice è un cortometraggio muto del 1912 diretto da Lucius Henderson.

## Produzione
Il film fu prodotto dalla Thanhouser Film Corporation.

## Distribuzione
Il film fu distribuito negli Stati Uniti dalla Film Supply Company il 26 luglio 1912 e nel Regno Unito dalla Western Import Company l'8 febbraio 1913.